# 북마리아나 제도의 문장

북마리아나 제도의 문장

북마리아나 제도의 문장(Seal of the Northern Mariana Islands)은 NMI가 신탁통치령이 되면서 유엔의 영향을 받아 만들어진 문장이다. 파란색 들판에 흰 별과 라테 스톤이 겹쳐있다.

## 같이 보기
- 북마리아나 제도의 기